# Pierre Basile
Pierre Basile (także Bertran de Gurdan, zm. 1199) – francuski łucznik, zabójca króla Anglii Ryszarda I Lwie Serce.
Basile należał do obrońców zamku Chalus, który próbował zdobyć Ryszard I. Angielski król 25 marca 1199 roku doglądał prac oblężniczych i nie był ubrany w zbroję. Basile wystrzelił wówczas strzałę, która trafiła Ryszarda w ramię tuż poniżej szyi. Pocisk został usunięty przez chirurga, ale przez zanieczyszczoną ranę wdało się zakażenie.
Umierający Ryszard wezwał do siebie łucznika, wybaczył mu postrzał i obdarował 100 szylingami. Władca zmarł 6 kwietnia. Zaraz po śmierci Ryszarda dowódca angielskich żołnierzy, Mercadier, urządził rzeź obrońców zamku. Obrońcy zostali powieszeni, a Basile obdarty ze skóry i powieszony.
Pochowany w nieoznaczonym grobie w pobliżu zamku Chalus.